# Bílý švýcarský ovčák
Bílý švýcarský ovčák (též Americko-kanadský bílý ovčák, francouzsky Berger Blanc Suisse, anglicky White Swiss Shepherd) je ovčácké plemeno psa, oficiálně uznané Mezinárodní kynologickou federací (FCI) na zasedání v Paříži mezi 4. a 5. červencem 2011. Vzniklo z bíle zbarvených německých ovčáků a krom krátkosrsté varianty je běžná i dlouhosrstá verze. V Česku se pro plemeno používá zkratka BŠO, lidově se jim též říká „bělouši”.

## Historie

### Bílý německý ovčák

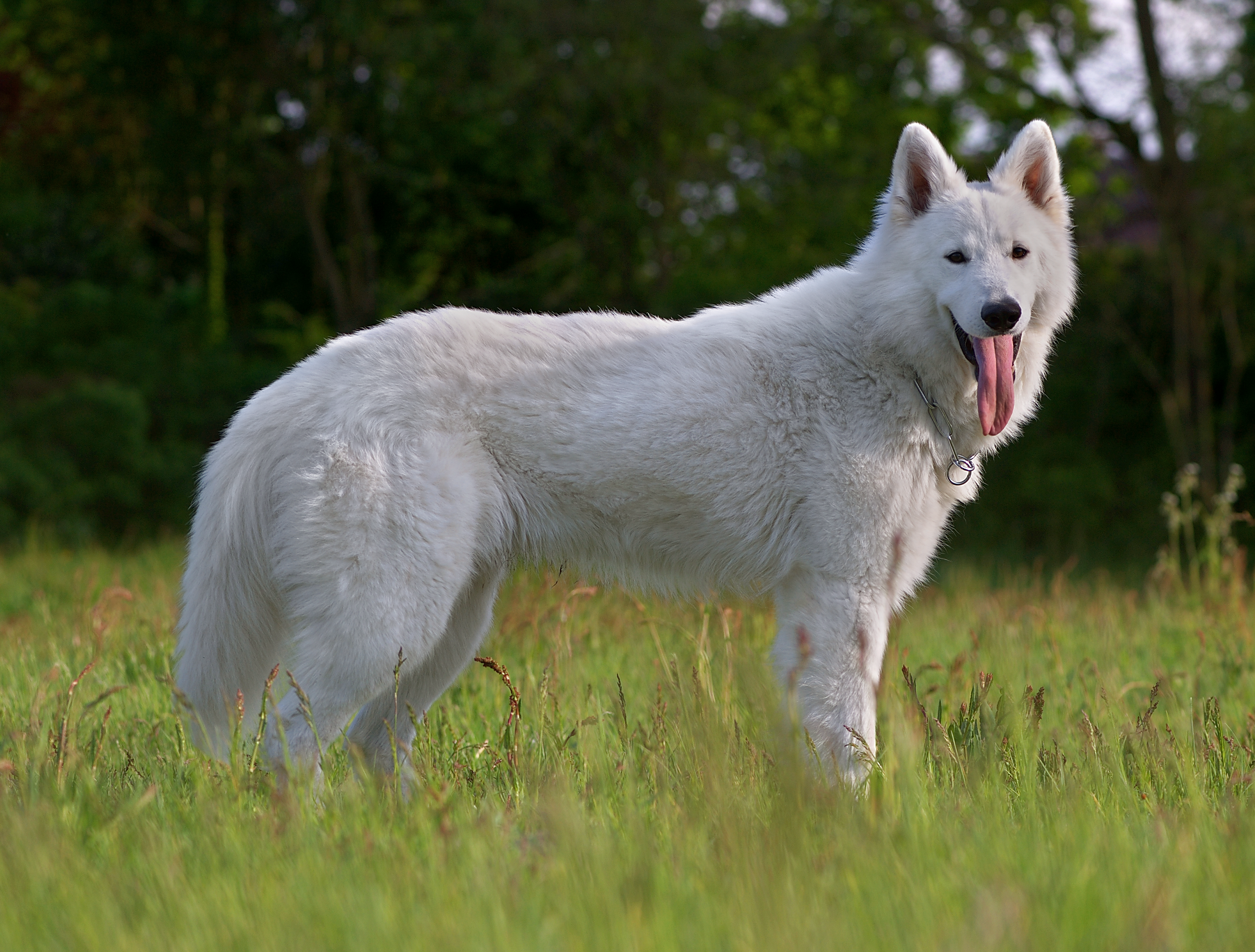
Dospělý dlouhosrstý jedinec

Na výstavě se první bíle zbarvený německý ovčák objevil v Hannoveru roku 1882. O čtyři roky později se na výstavě v Hamburku objevila též fena stejného zbarvení. Za začátku 20. století pak byl do plemenné knihy zapsán první bílý německý ovčák: Berno von der Seewiese, narozený 1913. Bíle zbarvení „němečtí ovčáci“ ale mezi chovateli nevyvolávali příliš nadšení: spíše naopak. Populace těchto psů postupně začala klesat, na výstavách byli bílí jedinci diskvalifikováni.

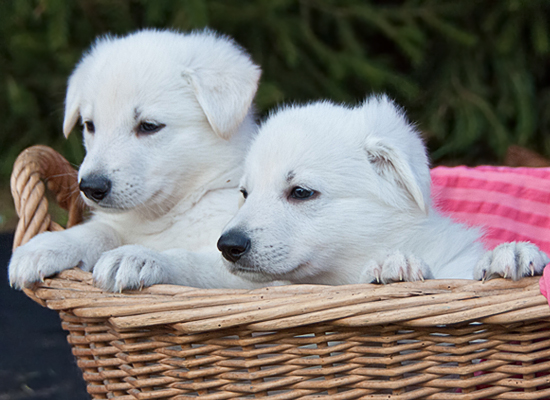
Pětitýdenní štěňata

Na přelomu 19. a 20. století se první bílí němečtí ovčáci dostali do Severní Ameriky. Zde se jim dařilo lépe než v domovině, roku 1964 v Sacramentu v Kalifornii vznikl i samostatný klub bílých německých ovčáků. Početné populace ale nevydržely dlouho: od roku 1968 začali též ve Spojených státech z chovů vyřazovat bílé německé ovčáky, především proto, že bílému zbarvení bývaly mylně připisovány některé choroby apod. V Evropě mezitím tito psi vymizeli téměř úplně, prvním po dlouhé době se v roce 1970 stal pes importovaný ze Spojených států: Lobo White Burch. Toho do Švýcarska dovezla Agáta Burchová (nepřechýleně Agáta Burch). O rok později Burchová dovezla do Švýcarska i fenu z Anglie a roku 1973 se této feně a Lobovi narodil první vrh. Následovala ještě fena z Kalifornie a narození druhého vrhu. Burchová se ale rozhodla vrátit do Spojených států i se svými psy, zdálo se tedy, že bílý německý ovčák v Evropě zase vymizí. Místo toho se chovu těchto psů ujal Kurt Korn. Ten se zasloužil o zvýšení popularity této rarity a v 80. létech 20. století se již tito psi nazývali americko-kanadskými bílými ovčáky.

### Americko-kanadský bílý ovčák
V 80. letech začali být „bílí němečtí ovčáci“ označování jako americko-kanadští bílí ovčáci (oficiálně se ale stále ještě nejednalo o samostatné plemeno). První bílí jedinci se do Česka, tehdejšího Československa, dostali v roce 1991: jednalo se o rakouskou dlouhosrstou fenu jménem Bianka von Kazan. Podle jiných zdrojů se ale jednalo o fenu Banju von Wolfsgehege, která měla být posléze prodána na Slovensko. Roku 1991 začali být tito psi zapisováni jako samostatné plemeno. Následoval německý pes Aki of the White Stars. 24. dubna 1993 vznikl v Česku Klub americko-kanadského bílého ovčáka). Na klubové výstavě 12. září 1999 byli poprvé posuzováni dlouhosrstí a krátkosrstí jedinci samostatně. V roce 2003 se Mezinárodní kynologická federace shodla na prozatímním uznání těchto psů: nicméně pod novým jménem „bílý švýcarský ovčák“.

### Bílý švýcarský ovčák
Označení používané v současné době získalo toto plemeno díky FCI, která zvolila pro plemeno tento název: mimo jiné dal tento návrh sám Kurt Korn. Uznání ale přineslo i negativní změnu: krátkosrstí a dlouhosrstí jedinci začali být posuzováni opět společně. Nicméně, chov v Česku i Evropě se začal rozvíjet a k roku 2017 již bílý švýcarský ovčák patří mezi běžná plemena.

## Vzhled

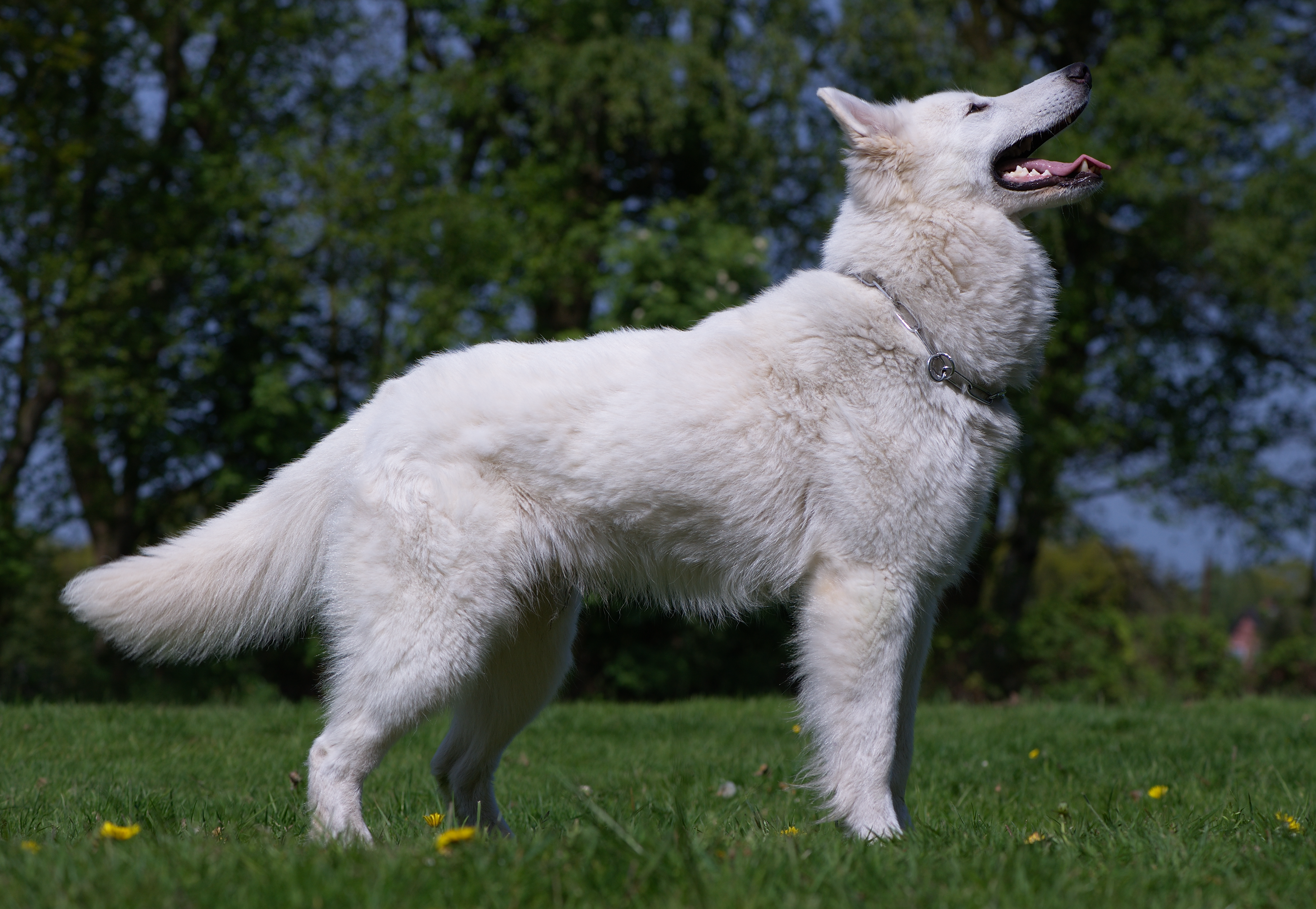
Výstavní postoj

Bílý švýcarský ovčák je velké a silné psí plemeno s dobře osvaleným tělem a lehkou konstitucí. Váhové rozmezí pro feny je 25 až 35 kg, zatímco pro psy je to 30 až 40 kg. Kohoutková výška fen je tolerována v mezích od 53 do 61 cm, u psů je to 58 až 66 cm. Rámec těla obdélníkový, kostra středně silná. Standard plemene rozlišuje dva typy srsti: dlouhou a polodlouhou. V obou případech se ale jedná o dvojitou, hustou, mírně vlnitou a přiléhavou srst s podsadou. U dlouhé srsti je více patrná hříva na krku a prapor, než u polodlouhé, která je obecně na většině těla trochu kratší. Jediná povolená barva je bílá, nažloutlý odstín se posuzuje jako vada.
Mozkovna je přiměřeně velká k tělu, při pohledu shora i zboku má klínovitý tvar. Málo klenutý, s nevýrazným ale patrným stopem. Uši musí být neseny vztyčeně (nikoliv polovztyčeně nebo úplně sklopené), nasměrované dopředu. Typický je pro ně tvar protáhlého trojúhelníku se zaoblenou špičkou. Oči středně velké, mandlovitého tvaru, s hnědou až tmavě hnědou duhovkou. U nosní houby se preferuje černá pigmentace. Pysky suché, přiléhavé, černé pigmentace, depigmentace se bere jako vylučující vada. Co se skusu týče, pak se preferuje nůžkový, ale klešťový nebo neúplný skus nejsou brány jako vylučující vady. Krk bývá dobře osvalený, harmonicky se napojuje na hřbet, bez laloku. Hřbet je střední délky, postupně se může mírně svažovat, na něj harmonicky navazuje ocas šavlovitého tvaru, který je nasazený poměrně nízko. Končetiny suché, při pohledu zepředu rovné. Tlapky oválné, se sevřenými prsty. Samotné drápy by měly být co nejtmavší.

### Možná záměna
Neexistuje velké množství čistě bílých plemen, přesto lze ale švýcarského bílého snadno zaměnit s bíle zbarveným německým ovčákem. Ti jsou od bílých švýcarských ovčáků téměř k nerozeznání, dokonce mají velice podobnou kohoutkovou výšku i váhu, ale s tím rozdílem, že němečtí ovčáci mívají kratší srst. Bíle zbarvený mudi je daleko menší i lehčí, než bílý švýcarský ovčák, navíc nemá jemnou, nýbrž vlnitou srst.

## Povaha

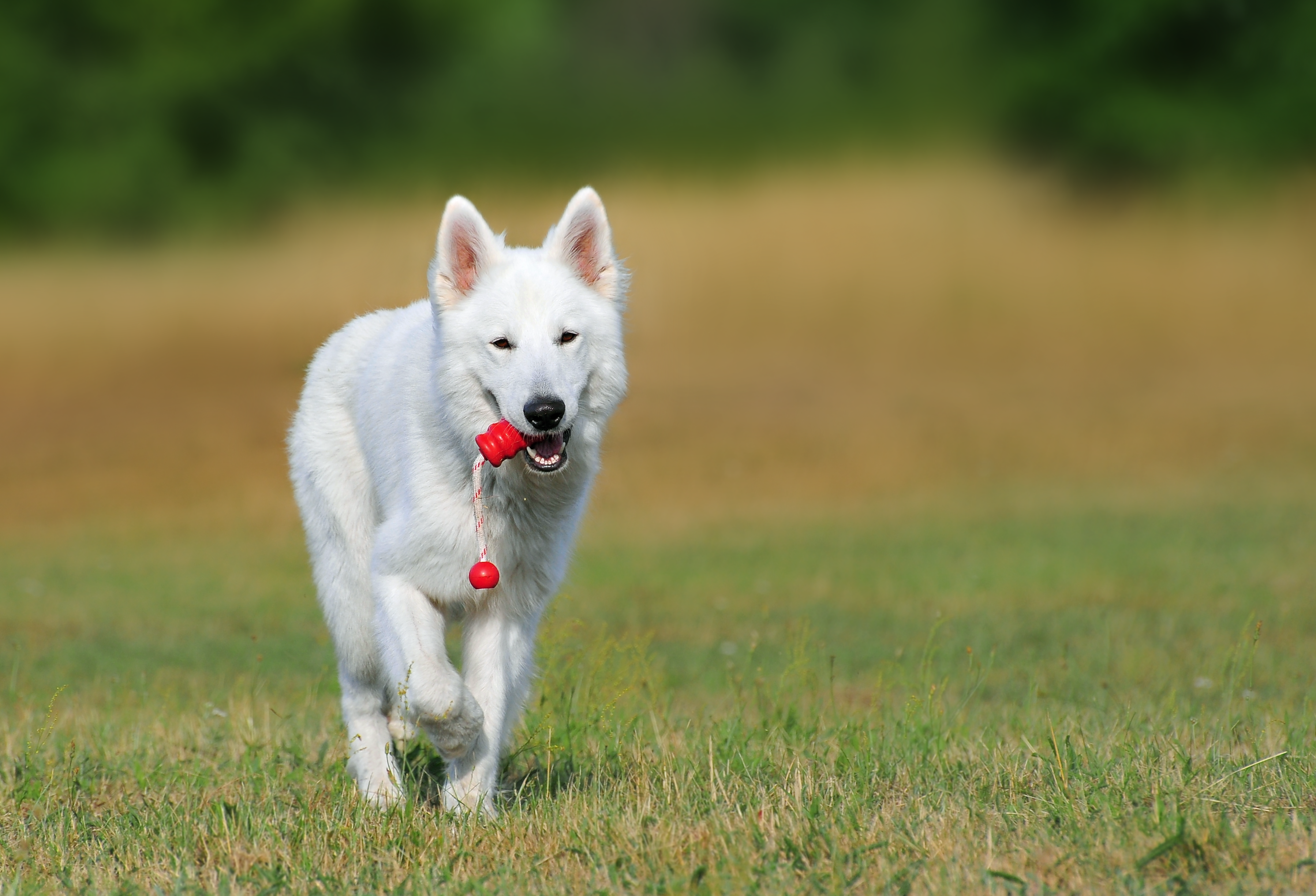
Pes aportující hračku

Bílý švýcarský ovčák je pes vhodný i pro začínajícího chovatele, který mu ale musí poskytnout dostatek aktivity a pohybu obecně. Tito učenliví psi jsou klidní, poslušní, dokáží ale využít i toho, že je jejich majitel nedůsledný nebo nedostatečně autoritativní. Pod správným vedením se naučí spousty nových věcí. O vztahu s jinými domácími zvířaty, jako jsou kočky, koně a podobně, rozhoduje socializace v mládí, kdy by si štěně mělo zvykat na nové podněty z okolí. Vůči lidem mohou být tito psi nedůvěřiví, ale nikoliv agresivní. Jedná se o dobré a schopné hlídače. K dětem se chovají přátelsky a hodí se proto i do aktivní rodiny s dětmi. Bílí švýcarští ovčáci mají silný vztah ke své rodině, kterou jsou schopni bránit i v případě, že vycítí hrozbu. Jsou oddaní a změnu majitele berou těžce. Nejsou dominantní, ani přehnaně temperamentní, běžně se nesnaží vyhledávat šarvátky s jinými psy, záleží ale i na socializaci ve štěněcím období. Nedostatek nových podnětů v mládí může vést až k přehnané bázlivosti, která je brána jako hrubá povahová chyba a takoví psi nemohou být uchovněni.

## Péče

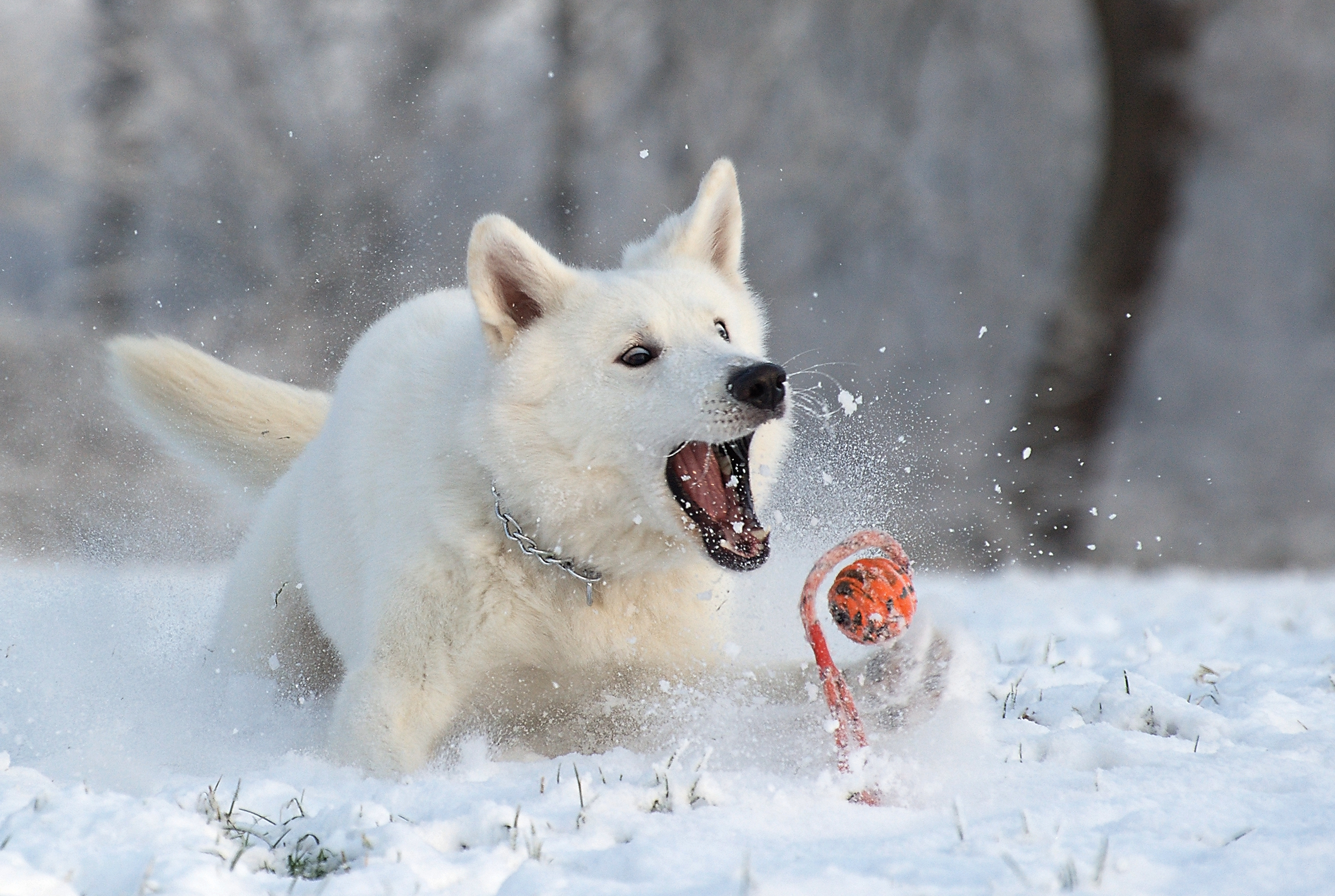
Dospělý jedinec

Bílí švýcarští ovčáci potřebují dostatek pohybu a aktivit, hodí se tedy především pro aktivní rodinu, která je bude moct dostatečně zaměstnávat. Hodí se též do rodin s dětmi. Obzvláště velká pozornost by měl pes dostat během socializační fáze, která může začít již v době, kdy majitel dostane štěně od chovatele. V té době by měl pes být seznamován se vším novým, co ho v životě bude potkávat, od dopravních prostředků, jako jsou auta a vlaky, až po jiná zvířata. Důležité je i setkávání s jinými lidmi a psy.
Možnou aktivitou pro tyto psy je například výcvik poslušnosti nebo pachové práce, které jim nedělají problém. Nicméně, u bílých švýcarských ovčáků bývá problém s nácvikem na obranářské práce – záleží ale na jedinci. Zákus totiž nebývá dostatečně kvalitní. Navíc se tito psi využívají i k canisterapii.
Srst těchto psů nevyžaduje tolik péče, jak by se na první pohled mohlo zdát. Jako jakékoliv jiné plemeno s podsadou, i toto líná dvakrát ročně, kdy je nutné věnovat srsti zvýšenou pozornost ve formě každodenního vyčesávání. Mimo toto období stačí pročesat několikrát za týden, aby se v srsti netvořily cucky a chuchvalce. Pokud se ale pes zašpiní, je samozřejmě nutné srst důkladně zbavit nečistot. Časté mytí šamponem se ale nedoporučuje: srst tak rychle ztrácí na lesku a kvalitě.
Jako vhodné umístění se pro bílé švýcarské ovčáky jeví zateplená venkovní bouda, avšak je nutné myslet na kontakt s rodinou.

### Zdraví
Podobně jako němečtí ovčáci, také švýcarští bílí trpí na dysplazii kyčelního kloubu. Právě rentgen kyčlí je vyžadován pro uchovnění, přičemž nejhorší možný výsledek u psů může být 1/1, u fen 2/2 (zdravý jedinec by měl mít 0/0). Také se u nich objevuje citlivost na některé složky granulí, proto je vhodné krmivo pečlivě volit.